# Isodon pulchokiensis
Isodon pulchokiensis là một loài thực vật có hoa trong họ Hoa môi. Loài này được (Murata) H.W.Li mô tả khoa học đầu tiên năm 1988.